# Insurrecció al Sinaí
La insurgència al Sinaí és un conflicte inflamat per militants islàmics a la península del Sinaí, que va començar amb els inicis de la crisi egípcia, que va veure la caiguda del dictador vitalici egipci Hosni Mubarak en la revolució egípcia de 2011 i la resposta del govern interí egipci més endavant a mitjan 2011, coneguda com l'Operació Àliga i després Operació Sinaí. La insurgència al Sinaí es compon de militants, majoritàriament beduïns locals, aprofitant la caòtica situació a Egipte i l'autoritat central afeblida per llançar una sèrie d'atacs contra les forces del govern al Sinaí.
El maig de 2013, arran d'un segrest de funcionaris egipcis, la violència al Sinaí va augmentar de nou. Poc després del cop d'estat 2013, que va donar lloc a l'expulsió del president islamista Mohammad Mursi, s'han produït enfrontaments sense precedents. El 2014, els membres del grup Ansar al-Bayt Maqdis van afirmar lleialtat a l'Estat Islàmic de l'Iraq i el Llevant i declarats com "la província de Sinaí". Els atacs de militants continuaven el 2015. Els funcionaris de seguretat diuen militants amb base a Líbia van establir relacions amb la província de Sinaí.
Les conseqüències sofertes per la població local com a resultat de la insurgència al Sinaí van des d'operacions militants i l'estat d'inseguretat a les extenses operacions militars i la demolició de centenars d'habitatges, a més de l'evacuació de milers de residents pressionats per les tropes egípcies que volen construir una zona de casquet dissenyat per aturar el contraban d'armes. Un informe elaborat per una delegació finançada per l'Estat, el Consell Nacional per als Drets Humans (CNDH), va dir que les famílies desplaçades comparteixen les mateixes queixes de negligència del govern, manca de disponibilitat a escoles properes per als seus fills i la falta de serveis de salut.
Administrativament, la península del Sinaí es divideix en dues províncies: la de Sinaí del Sud i del Nord del Sinaí. Tres altres regions cobreixen el canal de Suez, creuant d'Egipte a l'Àfrica: Província de Suez a l'extrem sud del canal de Suez, Ismailia província al centre, i Port Saïd, al nord.

## Història

### Context
Principalment sufista, la península del Sinaí s'ha utilitzat durant molt de temps per al contraban. Es diu que la manca de presència del govern a la península va perjudicar la població beduïna local, que prioritza el sentiment de pertinença a la tribu per sobre de tot. Les terres inhòspites i la manca de recursos de la regió la converteixen en un lloc pobre, un caldo de cultiu de la insatisfacció.
Arran de la revolució egípcia de 2011, que va culminar amb la caiguda del règim de Hosni Mubarak, el país es va tornar inestable, creant un cert buit a la península. Elements islàmics radicals van aprofitar la situació llançant onades d'atacs contra instal·lacions militars i comercials egípcies.
Segons The Economist, la insurrecció implica beduïns armats que fa temps que critiquen el govern centralitzat del Caire, a la qual acusen de no poder afiliar-se a l'exèrcit ni a la policia, la dificultat de dedicar-se a feines turístiques i la confiscació de moltes de les seves terres.

### Febrer 2011: Primers atacs
Els primers atacs dels insurgents es van produir a finals de febrer 2011 i es van centrar en trams del gasoducte àrab a Jordània, Síria i el Líban, així com una branca des d’El-Arich fins a Israel. Això té l'efecte d'interrompre el subministrament de combustible de la regió.

### Juliol-agost 2011: Operació Àguila
El 30 de juliol, els militants van atacar una comissaria d’Al-Arix, matant sis persones
El 2 d'agost, un grup que afirmava ser de la branca del Sinaí d’Al-Qaida va afirmar la seva intenció de crear un califat islàmic al Sinaí
El 14 d'agost, el govern egipci va llançar l'Operació Àguila, una campanya militar destinada a posar fi a la

### Agost 2012: Operació Sinaí
Un any més tard, el 5 d'agost de 2012, un grup d'aproximadament 35 homes armats va assaltar una base militar egípcia, matant-ne 16 i robant dos vehicles blindats, passant a Israel. A la frontera de Kerem Shalom, intercanvien foc amb soldats de les Forces de Defensa d'Israel. Sis dels atacants moren.
L'ofensiva d'agost va comportar el desplegament a la península de l'operació Sinaí, en la qual van participar l'exèrcit egipci, les forces especials de policia i la força aèria. A principis de setembre, l'operació va provocar la mort de 32 activistes i sospitosos, 2 civils i 38 detencions.

### Maig de 2013: Presa d'ostatges
El maig de 2013, diversos agents de la policia de l'exèrcit van ser presos com a ostatges a la península. Per Internet van circular vídeos dels ostatges demanant la seva vida. Del 20 al 21 de maig, les tropes egípcies, amb suport aeri d'helicòpter, van envair certs pobles del Sinaí del Nord, al llarg de la frontera amb Israel. Els ostatges van ser alliberats el dia 22, després de converses entre els segrestadors i beduïns.

### Estiu 2013: Cop d'estat i ressorgiment de la violència
Després de la caiguda de Mohamed Morsi el 3 de juliol, es va produir un augment de la violència a la regió. Es van observar diversos atacs contra les forces de seguretat, que alguns atribueixen als Germans Musulmans. En les dues setmanes posteriors al 3 de juliol, 39 atacs van ser registrats al nord del Sinaí.
Les forces egípcies van enviar dos batallons addicionals a la regió. Els enfrontaments van deixar diverses desenes de morts. El 15 de juliol, l'atac a un autobús que transportava treballadors de l’Al-Arish Cement Company, operada per l'exèrcit, va provocar el nombre més gran de víctimes civils, ja que cinc persones van morir i 15 van resultar ferides. El dia 16 es van registrar enfrontaments violents concentrats a Al-Masa'id, Al-Joura i Al-Ahrash.
Les operacions es trobaven principalment dins d'una zona de 40 quilòmetres entre Al-Arish i Sheikh Zuweid, que s'estén cap al nord cap a Rafah, al llarg de la frontera amb Israel.
El dia 27, l'Operació Tempesta del Desert va ser llançada conjuntament per dues unitats de l'exèrcit, amb el suport de l'armada i la força aèria, i inicialment estava previst que durés 48 hores. Els testimonis afirmen que l'exèrcit estava bloquejant totes les carreteres, ponts i túnels que condueixen des del nord del Sinaí a altres províncies d'Egipte. El diari Al-Masri al-youm afirma que des del 3 d'agost, la majoria dels terroristes van ser detinguts.
El 18 d'agost, 25 policies egipcis van ser executats mentre homes armats aturaven dos microbusos al nord del Sinaí. L'exèrcit egipci va arrestar onze persones sospitoses d'estar implicades en l'afer, entre altres cinc membres de Hamàs, tres residents locals i tres estrangers. Una persona confessa els assassinats l'11 de setembre.
Segons un portaveu militar, del 5 de juliol al 23 d'agost, les operacions al Sinaí van provocar la mort de 78 sospitosos, entre ells 32 estrangers, 116 ferits i 203 detencions, entre els quals 48 estrangers. També s'afirma que 343 túnels entre Egipte i Gaza van ser destruïts.

### Setembre-desembre 2013: Atacs
El 3 de setembre, quinze militants islamistes van morir durant un atac d’helicòpters militars. El 7 de setembre, l'exèrcit va llançar una nova operació a la regió, implicant tancs i almenys sis. L'exèrcit es va desplegar a zones properes a la Franja de Gaza. Durant els tres dies de l'operació, un oficial, dos soldats i 29 militants van ser assassinats mentre que 39 militants van ser detinguts.
L’11 de setembre, un atac suïcida contra la seu de les instal·lacions militars egípcies a Rafah, així com un cotxe bomba contra un punt de control de l'exèrcit van deixar almenys 9 soldats morts.
El 24 de desembre, l'explosió d'una bomba a la Direcció de Seguretat de Dakhleya va deixar 16 morts i més de 134 ferits a Mansourah. L'atac va ser reclamat per Ansar Bait al-Maqdis.
A finals d'any, l'exèrcit egipci va prendre avantatge, especialment sobre el grup Ansar Bait al-Maqdis. Tanmateix, al voltant d'un miler de militants encara s'amagaven a Jabal Halal i la zona de Jabal Amer. L'exèrcit va preveure una intervenció durant una ofensiva prevista per a la primavera de l'any següent.

### 2014
El 26 de gener, homes armats emmascarats van atacar un autobús que transportava soldats al Sinaí, deixant almenys tres morts i 11 Més tard el mateix dia, el grup Ansar Beit al-Maqdis va afirmar abatre un helicòpter militar als voltants de la ciutat de Sheikh Zuweid amb un míssil terra-aire, matant a tota la seva tripulació.
El 3 de febrer, en la que es considera la més gran operació militar egípcia desplegada a la regió, 30 sospitosos van ser assassinats, 15 ferits i 16 més detinguts.
El dia 16, un autobús que transportava una delegació religiosa de Corea del Sud explose à Taba (en) , a la frontera del golf d'Àqaba i Elat. L'explosió, 4 morts, entre ells 3 sud-coreans i el conductor egipci.
El 24 d'octubre del 2014, el Consell de Defensa presidit per Abdel Fattah al-Sisi reunit a Sheikh Zuweid situat al nord-oest d’El-Arich, al nord de la península va declarar un estat d'emergència de tres mesos a la part nord. La mesura arriba poc després que un terrorista suïcida va matar 30 soldats i en va ferir 29, inclòs un alt oficial de l'exèrcit i cinc oficials, quan va conduir el seu cotxe ple d'explosius cap a un punt de control militar. Va ser l'atac més mortífer contra l'exèrcit egipci des de l'eliminació de Mohamed Morsi. Es va declarar un dol nacional de tres dies. L'estat d'emergència cobreix una zona que s'estén des de la ciutat de Rafah a la frontera amb la Franja de Gaza fins a l'oest d'El-Arich. Un grup gihadista, Ansar Beït al-Maqdess (Els partisans de Jerusalem, en àrab), amb seu al nord del Sinaí, ha reivindicat principalment els atacs contra les forces egípcies des de l'estiu del 2013. El president egipci va acusar de suport de l'estranger i va decidir tancar el punt de pas de Rafah entre la Franja de Gaza i Egipte fins a nou avís.
Arran d'aquests atacs, un oficial egipci va declarar el 26 d'octubre que eren els treballs dels activistes palestins i que la única solució per aturar aquest tipus d'atacs és crear una zona d'amortiment de 500 metres d'amplada per 14 quilòmetres entre el Sinaí i la Franja de Gaza. Per a l'exèrcit no hi ha dubte que elements palestins van participar en els atacs i que es van infiltrar des de la Franja de Gaza a través dels túnels sota la frontera, la única solució per evitar aquests atacs d'aquests suposats militants palestins. A causa del tancament del pas de Rafah, Egipte va cancel·lar la represa de les negociacions indirectes entre Israel i Hamàs que s'havien de celebrar al Caire, ja que la delegació de Hamàs no va poder viatjar a Egipte, El 29 d'octubre Egipte va començar a establir una zona d'amortiment a la seva frontera amb la Franja de Gaza, obligant desenes de famílies a abandonar aquest sector del nord del Sinaí. Abdel Fattah al-Sisi havia promès “una resposta implacable a l'amenaça existencial que representen els gihadistes a Egipte”. Va anunciar que es prendrien moltes mesures en aquesta zona fronterera per abordar el problema a l'arrel.

### 2015
El 25 de febrer, desenes d'islamistes van ser assassinats per l'exèrcit egipci al nord del Sinaí. Els helicòpters apatxes van destruir quatre vehicles i van matar 18 presumptes militants islamistes. Una vintena més van morir en el bombardeig d'edificis de la ciutat de Cheikh Zouweid.
L’1 de juliol, una onada d'atacs sense precedents va ser llançada per part de l'Estat Islàmic contra diverses posicions de l'exèrcit egipci. Almenys 70 soldats i 38 gihadistes moren en atacs i enfrontaments. L'exèrcit afirma haver causat al voltant d'un centenar de morts entre els atacants. El 7 de juliol, l'exèrcit egipci va afirmar haver matat 241 gihadistes i detingut 29 sospitosos en els combats lliurats de l'1 al 5 de juliol i només va reconèixer oficialment la mort de 21 soldats.
El 16 de juliol, davant de la costa de Rafah, un llançament de la marina egípcia va ser colpejat per un míssil disparat per ISIS des de la costa. Part del vaixell va ser incendiat, però els danys materials van continuar sent lleugers i cap soldat va morir.

### 2016
L'exèrcit egipci afirma haver deixat 60 morts i 40 ferits a les files dels terroristes i va destruir 27 vehicles el 25 març de 2016 durant els combats a la regió de Cheikh Zoueid, al sud de Rafah.
El 14 d'octubre, dotze soldats egipcis van ser assassinats en un atac, reivindicat per ISIS, a un punt de control al nord de la península del Sinaí per tir de morter. A més, 15 terroristes també són assassinats. Com a represàlia, l'exèrcit egipci va dur a terme atacs aeris al nord de la península del Sinaí.

### 2017
El 23 de març, quinze gihadistes i deu soldats egipcis van morir durant una escaramuza al sud de la ciutat d'Al-Arich. El 25 de març, quatre soldats egipcis van morir en l'explosió d'una bomba que va colpejar el seu vehicle blindat a uns vint quilòmetres al sud de la ciutat costanera d'Al Arich.
El 2 d'abril, l'exèrcit egipci va anunciar la mort d'Abu Anas al-Ansari, un dels executius fundadors de la branca local de l'EI, en un atac aeri. El 20 d'abril, els atacs aeris de l'exèrcit egipci van matar 19 membres de l'EI, inclòs el cap del comitè responsable dels temes religiosos i responsable dels interrogatoris del grup Ansar Beït al-Maqdess.

### 2019
El 9 d'abril, quatre policies i tres civils van morir en un atac amb bomba perpetrat per un terrorista suïcida de 15 anys al nord del Sinaí.

### 2021
Després de dur a terme una política de repressió brutal, les autoritats egípcies han utilitzat des del 2020 un enfocament més conciliador amb les tribus per aconseguir que els insurgents es rendeixin.
La insurrecció gihadista, que va comptar amb fins a 2.000 combatents el 2014 quan es va unir a al califat de l'Estat Islàmic, està molt debilitat el 2021. Les seves desenes d'homes armats ja no tenen la capacitat de dur a terme atacs frontals i mortals contra l'exèrcit i es conformen amb emboscades amb explosius a les carreteres.

## La reacció d'Israel
Després de la insurrecció, i a causa dels seus probables vincles amb Hamàs, Israel va anunciar la construcció d'una barrera de 5 m d'alçada al llarg dels seus 240 km de frontera amb Egipte al Sinaí, que s'ha d'acabar el 2013. Israel, però, ha acollit repetidament els esforços de l'exèrcit egipci per combatre el terrorisme al Sinaí. A més, alguns observadors sospiten que Israel va intervenir directament contra els islamistes en sòl egipci, amb l'exèrcit egipci cobrint Israel reivindicant la responsabilitat dels bombardejos, que els interessats neguen.
A més, en virtut dels acords de pau entre Israel i Egipte, Israel té un dret de control sobre les tropes egípcies desplegades en aquesta zona, i ha acceptat el seu augment com a resposta a la insurrecció.
En una entrevista en àrab amb el canal Al-Jazeera del 3 juliol 2015, un general israelià va acusar els membres de l'ala militar de Hamàs de proporcionar armes i ajuda logística als islamistes al Sinaí. Hamàs ha rebutjat aquestes acusacions.

### Franja de Gaza
Dels aproximadament 15 grups terroristes principals que operen al desert del Sinaí, els grups terroristes més dominants i actius tenen, segons el diari "Times of Israel", estretes relacions amb la Franja de Gaza. Segons la mateixa font, l'Exèrcit de l'islam, inclòs a la llista d'organitzacions terroristes dels Estats Units i amb seu a la Franja de Gaza, s'encarregaria d'entrenar per subministrar armes a nombroses organitzacions terroristes gihadistes al Sinaí. i Mohammed Dormosh, líder de l'Exèrcit de l'islam, és conegut pels seus estrets vincles amb la direcció de Hamàs Segons altres fonts israelianes, l'Exèrcit de l'islam entrena gihadistes que després tornen a la península del Sinaí per participar en activitats terroristes i gihadistes.
El 3 de febrer de 2018, el New York Times va publicar informació confidencial que demostrava que Israel havia bombardejat Wilayat Sinaí almenys 100 vegades, i que Israel donava suport a Egipte davant la insurrecció gràcies a la intel·ligència.